# Wôlinak
Wôlinak ist ein Indianerreservat in der kanadischen Provinz Québec und liegt inmitten des Stadtgebiets von Bécancour. Das knapp 0,75 km² große Reservat Wôlinak Nr. 11 hatte im Jahr 2016 202 Bewohner indianischer Abstammung, zumeist Östliche Abenaki.

## Geschichte
Die ersten Bewohner von Wôlinak waren indianische Familien aus Stämmen der Westlichen und Östlichen Abenaki. Sie kamen zu Beginn des 17. Jahrhunderts und siedelten am Puante River, der später nach dem französischen Baron Bécancour in Rivière Bécancour umbenannt wurde. Die Gegend hieß bei den Indianern Namesokântsik, das Wo es viele Fische gibt bedeutet und die heute unter dem Namen Mégantic bekannt ist. In seiner Blütezeit hatte Wôlinak mehr als 600 Einwohner, doch die Zahl schrumpfte stark infolge einer Reihe von Kriegen und Epidemien. Auch die Anwesenheit französischer Siedler und der Jesuiten, die den weit verbreiteten Alkoholmissbrauch unter den Indianern bekämpften, vertrieb manche Abenaki-Familie aus Wôlinak.
Wôlinak wurde im Jahr 1704 als Indianerreservation für in Maine lebende Abenaki gegründet, die als Verbündete der französischen Kolonialmacht galten. Von hier aus zogen die Krieger in kleinen Gruppen über die Grenze und überfielen die britischen Siedlungen in Neuengland. Zwei dauerhafte Abenaki-Gemeinden hatten sich inzwischen in Québec entwickelt: Wôlinak oder Bécancour in der Nähe von Trois-Rivières, das überwiegend aus Östlichen Abenaki aus dem südlichen Maine bestand und Odanak oder St. Francois, etwa 45 km südwestlich davon, das von einer Mischung aus Westlichen Abenaki, Penacook und Neuengland-Algonkin bewohnt wurde. Im Jahr 1735 zogen Wolinak-Abenaki an den Ort, an dem ihre Nachfahren noch heute zu finden sind. Inzwischen zum christlichen Glauben konvertiert, erbauten sie hier eine hölzerne Kirche von rund 20 Metern Länge und 10 Metern Breite. Der Jesuitenpater Eustace Lesueur hielt den Gottesdienst ab, der auch von den weißen Einwohnern Bécancours besucht wurde.
Im Britisch-Amerikanischen Krieg von 1812 kämpften die Bewohner auf der Seite der Briten. Sie mussten bei ihrer Rückkehr feststellen, dass weiße Siedler einen großen Teil ihres Reservats besetzt hatten. Wutentbrannt setzten sie einige Häuser der Weißen in Brand und forderten ihr Land zurück, bekamen aber nur einen Bruchteil ihres ehemals erheblich größeren Reservats zugestanden.

## Heutige Situation

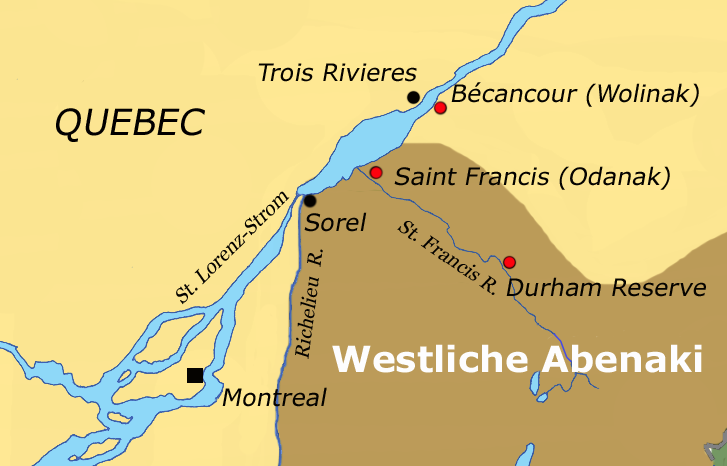
Abenaki-Reservate in Québec

Die offizielle Bezeichnung der Reservatsbewohner heißt Première Nation des Abénakis de Wôlinak, die insgesamt 311 Personen zählen. Das 0,49 km² große Reservat hat rund 168 (2006) ständige Bewohner, die außer Französisch auch sämtlich ihre traditionelle Stammessprache beherrschen. Alle zwei Jahre werden die Mitglieder des Stammesrats neu gewählt, der aus einem Vorsitzenden und vier Beratern besteht. In einem Neubau aus dem Jahr 1998 befindet sich das Gesundheitszentrum und die Verwaltung Wôlinaks.